# Latécoère 32
Le Latécoère 32 était un hydravion construit en France en 1928 pour être utilisé sur les lignes de l'Aéropostale vers l'Afrique du Nord.

## Opérateurs
- Air France
- Aéropostale

## Variantes
- Latécoère 32 - version originale avec moteurs Farman 12We.
- Latécoère 32-3 - version remotorisée avec moteurs Hispano-Suiza 12Hbr.